# Ояла-Тумотанг
Ояла-Тумотанг (англ. Oyala Thumotang), ранее назывался Мунгкан-Канджу (англ. Mungkan Kandju), — национальный парк на полуострове Кейп-Йорк, Квинсленд, Австралия. Основан в 1994 году.
Национальный парк расположен в центральной части полуострова. Находится в 1914 километрах к северо-западу от Брисбена и в 25 км к северу от Коена. Площадь территории — 4570 км². Это третий по величине национальный парк Квинсленда (после Симпсона и Лейкфилда). Через парк протекают реки Арчер и Коэн. В парке есть открытые эвкалиптовые леса, болота мелалеука и районы тропических лесов. В парке имеются 18 туристических баз, расположенных у рек и источников воды.